# 热浪 (歌曲)
热浪是英國獨立搖滾樂團易碎動物第三張錄音室專輯《夢想國度》中的歌曲，由主唱戴夫·貝利創作兼製作，作為專輯第四支單曲於2020年6月29日釋出。這是首慢熱型歌曲，取得巨大的商業成功。在美國，它在上榜59週後方才登上《告示牌》百大單曲榜冠軍，蟬聯冠軍五週，是該榜單成立以來花費最多週數登頂的單曲，另外它還以上榜91週的成績成為百大單曲榜上停留時間最久的單曲，打破威肯〈夺目光芒〉的紀錄。它在全球12個國家登頂，包括美國、澳洲、立陶宛、捷克、印度、加拿大、冰島、羅馬尼亞、盧森堡、斯洛伐克、蘇利南和瑞士。〈热浪〉位列國際唱片業協會（IFPI）2022年度全球二十大畅销单曲第2位。在2022年全英音樂獎上，〈热浪〉獲提名年度英國單曲。

## 背景和發行
2018年5月，易碎動物剛結束他們的第二張專輯《生存法則》的巡演時，主唱戴夫·貝利在北倫敦租來的教堂錄音室發想出這首歌。當時，結束一天的他正準備回家，但還是想拿吉他試一下，這首歌的和弦就這麼誕生了。他表示他試著找出一種和弦進行，先是歡快的，然後轉為哀傷，再變得懷舊，再回到原來的歡快。他在一個小時內寫完歌詞，靈感來自一位六月生日的好友的逝世。最初，貝利不確定自己是否想親自表演這首歌，試圖把它推銷給其他人。因為這首歌的主題是如此個人化，其苦樂參半、懷舊傷感的和弦進行更令他想起死去的摯友，以致他唱的時候幾乎無法不淚崩。後來，他決定在歌詞中採用了更模糊的表達，如此一來就能適用於談述戀愛關係的狀況並吸引更廣泛的受眾。 
歌曲於2020年6月29日作為專輯第四支單曲釋出。貝利當日在Instagram發文寫道：「這是一首關於『你不可能讓每個人都開心，有時候被現實擊敗也沒有關係』的歌曲。我們總是被期待著應該要堅強，並把所有的心酸難過往肚裡吞，再用電視節目、電玩、酒精甚至藥物麻痺自己，但接受自己的脆弱面應該要是一件正面的事。」
發行當日，BBC廣播一台將〈热浪〉加到播放清單中。10月，歌曲被收錄進足球電子遊戲《FIFA 21》原聲帶。2021年，《模擬市民》在限時活動「模擬音樂季」中加入了這首歌，全曲被翻譯成模擬市民語。
樂團亦為這首歌舉辦了一場混音比賽，獲勝者分別為19歲的英國製作人沙庫爾‧艾哈邁德（Shakur Ahmad）以及美國DJ/製作人迪波洛，樂團在2020年8月11日發行的《Dreamland (+ Bonus Levels)》亦收錄了這兩個混音版本。2021年3月4日，貝利與英國歌手霍莉·亨伯斯頓在倫敦街頭拍攝〈热浪〉的現場表演影片。3月21日，樂團推出混音EP《Heat Waves (Expansion Pack)》，當中包括DJ奧立佛·荷登斯和桑尼·福德拉混音的版本。3月25日，樂團推出與波多黎各裔美国饶舌歌手伊恩·迪奥合作的混音版。

## 詞曲
〈热浪〉的曲風被定義為迷幻流行、另類流行、R&B和流行搖滾，時長3分58秒（專輯版）。根據Musicnotes.com上的樂譜，這首歌以B大調創作，每分鐘80拍，貝利的音域從B3升至F♯5。歌曲伴奏包括Trap鼓、電貝斯、合成器、鍵盤和吉他。根據BBC音樂記者馬克·薩維奇（Mark Savage）表示，樂曲以一種不尋常的方式圍繞著B調而行，讓它呈現出眩暈、失焦的調調。
這首歌是易碎動物從獨立搖滾轉向電子流行和嘻哈音樂的一例，〈热浪〉和〈Space Ghost Coast to Coast〉取代了樂團早前作品的的原聲打擊樂和馬林巴，轉而採用808聲音和跳躍的踩鈸。《立体胶》的克里斯·德維爾（Chris DeVille）稱〈热浪〉是「跨界另類熱門歌曲」。Double J撰稿人艾爾·紐斯特德（Al Newstead）指出，歌曲的節奏具有Dr. Dre和提姆巴蘭的嘻哈和RnB風格的敲擊聲。與《夢想國度》的其他歌曲一樣，〈热浪〉的歌詞具有自傳性質，講述了一場註定失敗的戀情。

## 音樂錄影帶
音樂錄影帶於2020年6月30日釋出，由柯林·里德（Colin Read）執導。錄影帶是在英國因應嚴重特殊傳染性肺炎而實施隔離封鎖之高峰期於東倫敦哈克尼所拍攝。片中，戴夫·貝利拖著載有三台電視機的推車走過無人的街道，街坊鄰居則透過窗戶以手機對他錄影。最後他來到一個Live house，將電視機搬上舞台，連線到其他三位團員，舉行一場無現場觀眾的音樂會。
在拍攝開始前，樂團在所有鄰居的郵箱放入小紙條，請求他們幫忙在晚上7點拍攝，然後再將影片上傳到Dropbox。里德稱音樂錄影帶的靈感來源包括野獸男孩的演唱會電影《真屌，我他媽的拍了它！》和災難片《28天毀滅倒數》。貝利表示它「是一封獻給現場音樂以及圍繞它的文化和團結的情書。（...）這是在東倫敦社區的封控高峰期，由住在我附近的可愛人們用手機拍攝。這些人通常會出去看秀、看畫展，去電影院之類的。現在這些場地都空空如也，很多都快撐不下去了。」截至2024年8月，音樂錄影帶在YouTube上的觀看次數已超過7.2億次。

## 專業評論
歌曲在專輯釋出前後收到樂評家正面評價。《i》的歐文·理查茲（Owen Richards）形容它為「甜美的流行勁歌」，《衝突》雜誌的羅賓·默里（Robin Murray）稱讚它為「效果驚人的流行歌曲」，《偏锋杂志》查爾斯·萊昂斯-伯特（Charles Lyons-Burt）則稱讚它「驚人地耳目一新」。
《Gigwise》的羅伯·沃特斯（Rob Waters）稱〈Heat Wave〉建造在美妙的旋味之上，並使用非常傳統的歌詞結構，同時包含足夠多的易碎動物獨特元素來引誘普通的流行樂聽眾。德維爾稱讚歌曲的編創及製作。他認為歌曲毫無疑問很朗朗上口，但卻仍足夠有品味且有所保留，你不會把它誤認為是魔力紅的最新變體——部分原因是貝利的聲音不像亞當·李維那樣突出。在德維爾看來，這首歌生逢其時，不單單是因為它符合时代精神。這首憂鬱的歌是關於對一去不復返事物的渴望，在那年夏天許多人都害怕他們曾經熟悉的生活會否一去不復返。紐斯特德聲稱，對許多人而言，它捕捉到2020年的集體情緒以及我們被迫過的超現實生活。
在負面評價方面，《Pitchfork》的伊恩·科恩（Ian Cohen）聲稱歌曲的「凝膠狀的吉他」可以從任何「波浪嘻哈」（wavy hip-hop）樣本包中獲取，意在效仿法蘭克海洋的〈Ivy〉臥室製作人的有限預算，並指這種聲音在兩年前就會有種超過使用期限的惡臭，現在基本是公有領域。《No Ripcord》的伊森·貝克（Ethan Beck）認為《夢想國度》「一時令人厭煩，但又令人無限遺忘」，問題出在大多「緊繃和令人不愉快的」Trap打擊樂和合成器配搭；然而，他認為〈热浪〉是這些聲音中「最強」組合。

## 反響
歌曲甫釋出就在易碎動物的粉絲圈中取得一定關注，並隨著全球廣播電台的播放而傳播開來。受惠於歌曲在《FIFA 21》的同步播放，成功開啟全新的受眾群。2020年，〈热浪〉在澳洲廣播電台Triple J被聽眾票選為2020年百首最佳歌曲，成為自2009年蒙福之子樂團以來第一支在該票選榜單拿下第一的英國樂團。此外歌曲還意外獲得《當個創世神》YouTube社群的關注，起源是一部與歌曲同名的同人小說，把網路紅人Dream與GeorgeNotFound作配對。該小說的爆紅催生出許多粉絲藝術、迷因、分析影片和內梗，原曲也在短影音軟體TikTok上火紅，被用作許多影片的配樂。歌曲在2020年12月中旬登上澳洲唱片業協會（ARIA）單曲榜，排名第45位，並在接下來幾週內穩步上升，然後在2021年2月初爬升至第二位，在該名次中保持四週方才升至第一位，是自潔淨的盜賊2016年和2017年憑藉〈乖乖睡〉以來第一支登上榜首的英國樂團，也是自2019年的喬納斯兄弟以來第一支登上榜首的樂團。歌曲蟬聯榜首八週，此後只有一次離開前十，一度在2021年8月跌至第11位。單曲在2021年ARIA年終單曲榜上排名第一，還奪得2021年Spotify串流播放量冠軍。2022年3月到4月初，單曲再度回歸ARIA單曲榜並蟬聯五週冠軍。
2020年11月，本單曲首次亮相美國《告示牌》另類電台榜，並在2021年3月登頂，蟬聯榜首三週；4月登上流行電台榜，並在2022年1月登頂，蟬連榜首兩週。〈热浪〉於2021年1月16日當週亮相百大單曲榜，排入第100位，並在經過42週後的11月10日當週首次躋身前十，刷新卡麗·安德伍2007年6月憑藉〈Before He Cheats〉花費最多週數（38週）進入前十的紀錄。2022年1月11日，〈热浪〉在百大單曲榜上攀升至第三位，以進榜51週的時間打破該榜單歷史花費最長週數進入前五的紀錄。3月12日當週，本單曲在進榜第59週後登頂百大單曲榜，將蟬聯五週冠軍的〈我們不提布魯諾〉拉下寶座，並打破瑪麗亞·凱莉1997年歌曲〈你是我最想要的聖誕禮物〉的紀錄，成為該榜單有史以來花費最多週數登頂的單曲，比先前的紀錄差了24週。根據MRC Data的追蹤，從2月25日到3月3日止，本單曲共獲得6,670萬次電台點播、1,480萬次串流播放以及2,900次的付費下載。這是樂團第一首進入百大單曲榜的作品。此外它也是罕有地奪下百大單曲榜冠軍，同時也在另類電台榜名列前茅的單曲。〈热浪〉亦奪得熱門搖滾與另類歌曲榜、熱門搖滾歌曲榜以及熱門另類歌曲榜冠軍，蟬聯三榜冠軍各37週。根據MRC Data的數據，自歌曲發行至2022年1月20日，歌曲已吸引12億所有形式的廣播聽眾收聽和7.37億次串流播放，並在全美達成173,000次付費下載。2022年10月22日，〈热浪〉創下在百大單曲榜上停留時間最久的紀錄，以入榜共91週的成績刷新威肯的〈夺目光芒〉90週的紀錄。單曲已獲得美國唱片業協會鑽石認證，代表在全美達到1000萬銷量和串流媒體單元銷量。
在英國，〈热浪〉在2020年10月29日進入英國單曲榜，排名第68位，之後一直到2021上半年名次都起伏不定。2021年9月中，它憑藉25,206次銷量（包括24,676次串流播放銷量和530次下載），從第18位爬升到第10位，並繼續往上攀升，於10月初升至最高峰第五位，至2023年最後上榜，歌曲已在英國單曲榜總計上榜140週。在愛爾蘭單曲榜，單曲於2020年3月4日上榜，最高峰第五位，總計上榜130週。
在其他國家與地區，這首歌取得加拿大、印度、斯洛伐克、立陶宛、瑞士、捷克、冰島、羅馬尼亞、盧森堡、蘇利南11國的冠軍，在希臘、匈牙利、荷蘭、挪威、新加坡、紐西蘭、德國7國取得亞軍。在比利時法蘭德斯、馬來西亞、葡萄牙取得第四位，並在比利時瓦隆、保加利亞、克羅埃西亞、丹麥、芬蘭、印度尼西亞、波蘭、瑞典取得前十。

## 翻唱
2021年8月13日，英國歌手Griff與巴士底樂團主唱丹·史密夫聯手，在她的YouTube系列《爭分奪秒》（Against The Clock）第11期中翻唱〈热浪〉。2021年11月，倫敦脈絡通過Deezer直播現場演唱〈热浪〉陰鬱民謠版。

## 現場表演
易碎動物曾在公告牌音樂獎頒獎典禮、2022年全英音樂獎頒獎典禮和《荷伯報到》、《吉米A咖秀》、《詹姆斯·柯登深夜秀》、《艾伦秀》等節目表演〈热浪〉。
為支持新專輯發行，易碎動物亦在2020年10月15日舉辦虛擬直播音樂會「Live In The Internet」，並在活動中演唱歌曲。

## 曲目清單
| 原曲 | 原曲       | 原曲 |
| 曲序 | 曲目       | 时长 |
| ---- | ---------- | ---- |
| 1.   | Heat Waves | 3:58 |

| 迪波洛混音 | 迪波洛混音                | 迪波洛混音 |
| 曲序       | 曲目                      | 时长       |
| ---------- | ------------------------- | ---------- |
| 1.         | Heat Waves（Diplo remix） | 2:21       |

| Riton混音 | Riton混音                 | Riton混音 |
| 曲序      | 曲目                      | 时长      |
| --------- | ------------------------- | --------- |
| 1.        | Heat Waves（Riton remix） | 2:40      |

| Heat Waves（與伊恩·迪奥） | Heat Waves（與伊恩·迪奥）    | Heat Waves（與伊恩·迪奥） |
| 曲序                      | 曲目                         | 时长                      |
| ------------------------- | ---------------------------- | ------------------------- |
| 1.                        | Heat Waves（with Iann Dior） | 2:55                      |
| 2.                        | Heat Waves                   | 3:58                      |

| 桑尼‧佛德拉混音 | 桑尼‧佛德拉混音                  | 桑尼‧佛德拉混音 |
| 曲序            | 曲目                             | 时长            |
| --------------- | -------------------------------- | --------------- |
| 1.              | Heat Waves（Sonny Fodera remix） | 3:11            |

| 奧利佛·海爾登混音 | 奧利佛·海爾登混音                  | 奧利佛·海爾登混音 |
| 曲序              | 曲目                               | 时长              |
| ----------------- | ---------------------------------- | ----------------- |
| 1.                | Heat Waves（Oliver Heldens remix） | 4:03              |

| Heat Waves (Expansion Pack) | Heat Waves (Expansion Pack)        | Heat Waves (Expansion Pack) |
| 曲序                        | 曲目                               | 时长                        |
| --------------------------- | ---------------------------------- | --------------------------- |
| 1.                          | Heat Waves                         | 3:58                        |
| 2.                          | Heat Waves（Oliver Heldens remix） | 4:03                        |
| 3.                          | Heat Waves（Riton remix）          | 2:40                        |
| 4.                          | Heat Waves（Sonny Fodera remix）   | 3:11                        |

## 參與人員
易碎動物
- 戴夫·貝利 – 人聲、吉他、鍵盤、鼓、弦樂、打擊樂、製作人、錄製工程
- 埃德蒙·艾爾文-辛格 – 吉他、編程
- 德魯·麥克法蘭 – 吉他、弦樂、編程
- 喬·西沃德 – 鼓

技術人員
- 萊利·麥金泰爾（Riley McIntyre） – 錄製工程
- 克里斯·加蘭（Chris Galland） – 混音工程
- 曼尼·摩洛哥（英语：Manny Marroquin） – 混音工程
- 克里斯·葛林格（英语：Chris Gehringer） – 母帶工程

## 榜單成績
| 榜單（2020–2022年）                          | 最高 排名 |
| -------------------------------------------- | --------- |
| 阿根廷（《阿根廷》告示牌百大單曲榜）         | 97        |
| 澳大利亚（澳大利亚唱片业协会單曲榜）         | 1         |
| 奥地利（Ö3四十强单曲榜）                     | 2         |
| 白俄羅斯（TopHit電台榜）                     | 90        |
| 比利时佛兰德（Ultratop五十强单曲榜）         | 4         |
| 比利时瓦隆（Ultratop五十强单曲榜）           | 7         |
| 巴西（巴西百大榜）                           | 74        |
| 保加利亞（Prophon）                          | 10        |
| 加拿大（《告示牌》加拿大百大單曲榜）         | 1         |
| 加拿大（《告示牌》加拿大成人當代單曲榜）     | 42        |
| 加拿大（《告示牌》加拿大當代熱門電台榜）     | 22        |
| 加拿大（《告示牌》加拿大熱門成人當代單曲榜） | 38        |
| 加拿大（《告示牌》加拿大搖滾單曲榜）         | 35        |
| 独联体（Tophit独联体电台榜）                 | 19        |
| 克羅埃西亞（《告示牌》克羅埃西亞歌曲榜）     | 10        |
| 捷克（電台百強單曲榜）                       | 29        |
| 捷克（百強數位單曲榜）                       | 1         |
| 丹麥（Tracklisten）                          | 9         |
| 愛沙尼亞（TopHit電台榜）                     | 32        |
| 芬兰（芬蘭官方單曲榜）                       | 7         |
| 法国（法國唱片出版業公會單曲榜）             | 14        |
| 德国（德國官方單曲榜）                       | 2         |
| 全球（《告示牌》全球二百大單曲榜）           | 1         |
| 全球（《告示牌》美國除外全球單曲榜）         | 1         |
| 希臘（國際唱片業協會希臘分會國際單曲榜）     | 2         |
| 匈牙利（四十强电台榜）                       | 6         |
| 匈牙利（四十強單曲榜）                       | 4         |
| 匈牙利（四十強串流榜）                       | 2         |
| 冰島（Plötutíðindi）                         | 5         |
| 印度（印度音乐产业协会）                     | 1         |
| 印度尼西亞（《告示牌》）                     | 6         |
| 愛爾蘭（愛爾蘭唱片音樂協會单曲榜）           | 5         |
| 義大利（意大利音乐产业联盟）                 | 35        |
| 哈薩克（TopHit電台榜）                       | 190       |
| 拉脫維亞（拉脱维亚表演者和制片人协会）       | 19        |
| 黎巴嫩（黎巴嫩官方二十強榜）                 | 14        |
| 立陶宛（(AGATA）                             | 1         |
| 盧森堡（《告示牌》）                         | 1         |
| 馬來西亞（馬來西亞唱片業協會）               | 3         |
| 墨西哥 （《告示牌》墨西哥電台榜）            | 13        |
| 荷兰（荷蘭四十強單曲榜）                     | 2         |
| 荷兰（百强单曲榜）                           | 6         |
| 紐西蘭（紐西蘭官方音樂榜）                   | 2         |
| 挪威（VG-lista）                             | 2         |
| 巴拉圭（巴拉圭唱片公司管理協會）             | 98        |
| 菲律賓（《告示牌》）                         | 20        |
| 波蘭（波蘭百大電台榜）                       | 10        |
| 波蘭（波蘭百大串流榜）                       | 70        |
| 葡萄牙（葡萄牙唱片業協會单曲榜）             | 4         |
| 羅馬尼亞（羅馬尼亞錄音製品製作人聯盟）       | 6         |
| 羅馬尼亞（TopHit電台榜）                     | 39        |
| 俄羅斯（TopHit電台榜）                       | 29        |
| 聖馬利諾（SMRRTV Top 50）                    | 14        |
| 蘇格蘭（官方榜单公司單曲榜）                 | 73        |
| 新加坡（新加坡唱片業協會）                   | 2         |
| 斯洛伐克（電台百強單曲榜）                   | 1         |
| 斯洛伐克（百強數位單曲榜）                   | 1         |
| 南非（南非唱片工业协会）                     | 11        |
| 西班牙（西班牙音樂製作協會）                 | 49        |
| 蘇利南（蘇利南全國四十強榜）                 | 1         |
| 瑞典（瑞典最熱榜）                           | 6         |
| 烏克蘭（TopHit電台榜）                       | 130       |
| 瑞士（瑞士热门音乐榜）                       | 1         |
| 英國（官方榜单公司單曲榜）                   | 5         |
| 美國（《告示牌》百大單曲榜）                 | 1         |
| 美國（《告示牌》成人當代單曲榜）             | 5         |
| 美國（《告示牌》成人流行電台榜）             | 1         |
| 美國（《告示牌》舞曲/混音秀電台榜）          | 1         |
| 美國（《告示牌》熱門搖滾與另類歌曲榜）       | 1         |
| 美國（《告示牌》流行電台榜）                 | 1         |
| 美國（《告示牌》搖滾電台榜）                 | 1         |
| 美國（《滾石》百大單曲榜）                   | 6         |
| 越南（《越南告示牌》百大單曲榜）             | 16        |

| 榜單（2022–2023）              | 最高 排名 |
| ------------------------------ | --------- |
| 獨立國家聯合體（TopHit電台榜） | 22        |
| 愛沙尼亞（TopHit電台榜）       | 53        |
| 羅馬尼亞（TopHit電台榜）       | 43        |
| 俄羅斯（TopHit電台榜）         | 31        |

| 榜單（2020年）                         | 排名 |
| -------------------------------------- | ---- |
| 美國（《告示牌》熱門搖滾與另類歌曲榜） | 49   |

| 榜單（2021年）                         | 排名 |
| -------------------------------------- | ---- |
| 澳大利亞（澳大利亞唱片業協會單曲榜）   | 1    |
| 奧地利（Ö3四十大單曲榜）               | 12   |
| 比利時法蘭德斯（Ultratop五十大單曲榜） | 31   |
| 加拿大（加拿大百大單曲榜）             | 13   |
| 丹麥（Tracklisten）                    | 36   |
| 法國（法國唱片出版業公會）             | 84   |
| 德國（官方德國榜單）                   | 19   |
| 美國（《告示牌》全球二百大單曲榜）     | 17   |
| 匈牙利（四十大串流榜）                 | 24   |
| 冰島（Plötutíðindi）                   | 25   |
| 印度（印度音樂產業協會）               | 11   |
| 愛爾蘭（愛爾蘭唱片音樂協會單曲榜）     | 6    |
| 荷蘭（荷蘭四十大單曲榜）               | 29   |
| 荷蘭（百大單曲榜）                     | 24   |
| 紐西蘭（紐西蘭官方音樂榜）             | 1    |
| 挪威（VG-lista）                       | 15   |
| 葡萄牙（葡萄牙唱片業協會單曲榜）       | 25   |
| 瑞典（瑞典最熱榜）                     | 32   |
| 瑞士（瑞士熱門音樂榜）                 | 9    |
| 英國（官方榜單公司單曲榜）             | 8    |
| 美國（《告示牌》百大單曲榜）           | 16   |
| 美國（《告示牌》熱門搖滾與另類歌曲榜） | 2    |
| 美國（《告示牌》流行電台榜）           | 46   |
| 美國（《告示牌》搖滾電台榜）           | 19   |

| 榜單（2022年）                         | 排名 |
| -------------------------------------- | ---- |
| 澳大利亞（澳大利亞唱片業協會單曲榜）   | 2    |
| 奧地利（Ö3四十大單曲榜）               | 1    |
| 比利時法蘭德斯（Ultratop五十大單曲榜） | 10   |
| 比利時瓦隆（Ultratop五十大單曲榜）     | 14   |
| 巴西（巴西唱片業協會）                 | 140  |
| 加拿大（加拿大百大單曲榜）             | 3    |
| 獨立國家國協（TopHit電台榜）           | 40   |
| 克羅埃西亞（克羅地亞廣播電視台）       | 46   |
| 丹麥（Tracklisten）                    | 21   |
| 德國（德國官方單曲榜）                 | 2    |
| 全球（《告示牌》二百大單曲榜）         | 2    |
| 匈牙利（四十大電台榜）                 | 28   |
| 匈牙利（四十大單曲榜）                 | 52   |
| 匈牙利（四十大串流榜）                 | 11   |
| 義大利（意大利音乐产业联盟）           | 49   |
| 拉脫維亞（拉脫維亞音樂製造商協會）     | 2    |
| 荷蘭（荷蘭四十大單曲榜）               | 51   |
| 荷蘭（百大單曲榜）                     | 9    |
| 紐西蘭（紐西蘭官方音樂榜）             | 3    |
| 波蘭（波蘭百大電台榜）                 | 35   |
| 俄羅斯（TopHit電台榜）                 | 85   |
| 瑞典（瑞典最熱榜）                     | 10   |
| 瑞士（瑞士熱門音樂榜）                 | 1    |
| 英國（官方榜單公司單曲榜）             | 7    |
| 美國（《告示牌》百大單曲榜             | 1    |
| 美國（《告示牌》成人當代單曲榜）       | 10   |
| 美國（《告示牌》成人流行電台榜）       | 3    |
| 美國（《告示牌》熱門搖滾與另類歌曲榜） | 1    |
| 美國（《告示牌》流行電台榜）           | 3    |
| 越南（《越南告示牌》百大單曲榜）       | 45   |

| 榜單（2023年）                       | 排名 |
| ------------------------------------ | ---- |
| 澳大利亞（澳大利亞唱片業協會單曲榜） | 18   |
| 奧地利（Ö3四十大單曲榜）             | 43   |
| 獨立國家國協（TopHit電台榜）         | 133  |
| 愛沙尼亞（TopHit電台榜）             | 84   |
| 德國（官方德國榜單）                 | 68   |
| 全球（《告示牌》全球二百大單曲榜）   | 30   |
| 匈牙利（四十大電台榜）               | 40   |
| 紐西蘭（紐西蘭官方音樂榜）           | 33   |
| 羅馬尼亞（TopHit電台榜）             | 115  |
| 瑞士（瑞士熱門音樂榜）               | 32   |
| 英國（官方榜單公司單曲榜）           | 50   |
| 美國（《告示牌》成人當代單曲榜）     | 31   |

## 銷量認證
| 地區                                 | 认证     | 认证单位/销量 |
| ------------------------------------ | -------- | ------------- |
| 澳大利亚（澳大利亚唱片业协会）       | 18× 白金 | 1,260,000‡    |
| 奥地利（國際唱片業協會奧地利分會）   | 5× 白金  | 150,000‡      |
| 巴西（巴西唱片業協會）               | 3× 钻石  | 480,000‡      |
| 加拿大（加拿大音乐协会）             | 钻石     | 800,000‡      |
| 丹麦（國際唱片業協會丹麥分會）       | 2× 白金  | 180,000‡      |
| 法国（法國唱片出版業公會）           | 钻石     | 333,333‡      |
| 德国（聯邦音樂產業協會）             | 钻石     | 1,000,000‡    |
| 意大利（意大利音乐产业联盟）         | 3× 白金  | 300,000‡      |
| 新西兰（新西兰唱片音乐协会）         | 8× 白金  | 240,000‡      |
| 波兰（波蘭音像製造商協會）           | 钻石     | 250,000‡      |
| 葡萄牙（葡萄牙唱片業協會）           | 6× 白金  | 60,000‡       |
| 西班牙（西班牙音樂製作協會）         | 2× 白金  | 120,000‡      |
| 瑞士（國際唱片業協會瑞士分会）       | 6× 白金  | 120,000‡      |
| 英国（英国唱片业协会）               | 5× 白金  | 3,000,000‡    |
| 美国（美國唱片業協會）               | 钻石     | 10,000,000‡   |
| 串流播放                             |          |               |
| 中美洲（中美洲唱片認證）             | 2× 白金  | 14,000,000†   |
| 希腊（國際唱片業協會希臘分會）       | 3× 白金  | 6,000,000†    |
| 瑞典（瑞典唱片業協會）               | 3× 白金  | 24,000,000†   |
| ‡僅含認證的+實際銷量 †僅含認證的銷量 |          |               |

## 發行歷史
| 地區 | 日期日期     | 格式         | 唱片公司 | 參      |
| ---- | ------------ | ------------ | -------- | ------- |
| 美國 | 2021年2月9日 | 當代流行電台 | Republic | [ 216 ] |